# Daishi Hiramatsu
Daishi Hiramatsu (japanisch 平松 大志 Hiramatsu Daishi; * 3. Juli 1983 in der Präfektur Tochigi) ist ein ehemaliger japanischer Fußballspieler.

## Karriere
Hiramatsu erlernte das Fußballspielen in der Schulmannschaft der Teikyo High School und der Universitätsmannschaft der Chūō-Universität. Seinen ersten Vertrag unterschrieb er 2006 bei Mito HollyHock. Der Verein spielte in der zweithöchsten Liga des Landes, der J2 League. Für den Verein absolvierte er 92 Ligaspiele. 2009 wechselte er zum Erstligisten FC Tokyo. 2009 gewann er mit dem Verein den J.League Cup. Am Ende der Saison 2010 stieg der Verein in die J2 League ab. 2011 gewann er mit dem Verein den Kaiserpokal. 2011 wurde er mit dem Verein Meister der J2 League und stieg wieder in die J1 League auf. Für den Verein absolvierte er acht Erstligaspiele. Ende 2013 beendete er seine Karriere als Fußballspieler.

## Erfolge
FC Tokyo
- J.League Cup

Sieger: 2009
- Kaiserpokal

Sieger: 2011